# سیمونستون، لانکاشر
سیمونستون (به انگلیسی: Simonstone) یک روستا و محله مدنی در بریتانیا است که در Ribble Valley واقع شده‌است. سیمونستون ۱٬۱۵۴ نفر جمعیت دارد.